# Calle del Biombo
La calle del Biombo es una vía pública del barrio de Palacio en la ciudad española de Madrid, que discurre de este a oeste desde su ensanche en la plaza del Biombo hasta la calle del Factor, a espaldas de la calle Mayor y rodeando el templo de San Nicolás citado ya en el Fuero de Madrid de 1202.

## Historia
Aparece en los planos de Texeira (1656) y Espinosa (1769), formando una encrucijada irregular con el desaparecido callejón y la travesía de su mismo nombre; el quebrado conjunto ponía en comunicación la calle de Luzón (antes de San Salvador) con la de San Nicolás antes de que se le diera salida a la calle de Calderón de la Barca, y tras el derribo del convento de Constantinopla con la desamortización de Mendizábal en 1836. Algunos cronistas mencionan que el curioso nombre de esta encrucijada urbana pudo dárselo el trazado original del muro o paredón que tenía dicho convento en su parte trasera. Répide cuenta que ya antes del inicio del siglo xx tuvieron acomodo en la plazuela del Biombo las oficinas y administración del Calendario zaragozano, famoso por sus pronósticos del tiempo para todo el año.

### La descripción de Mesonero

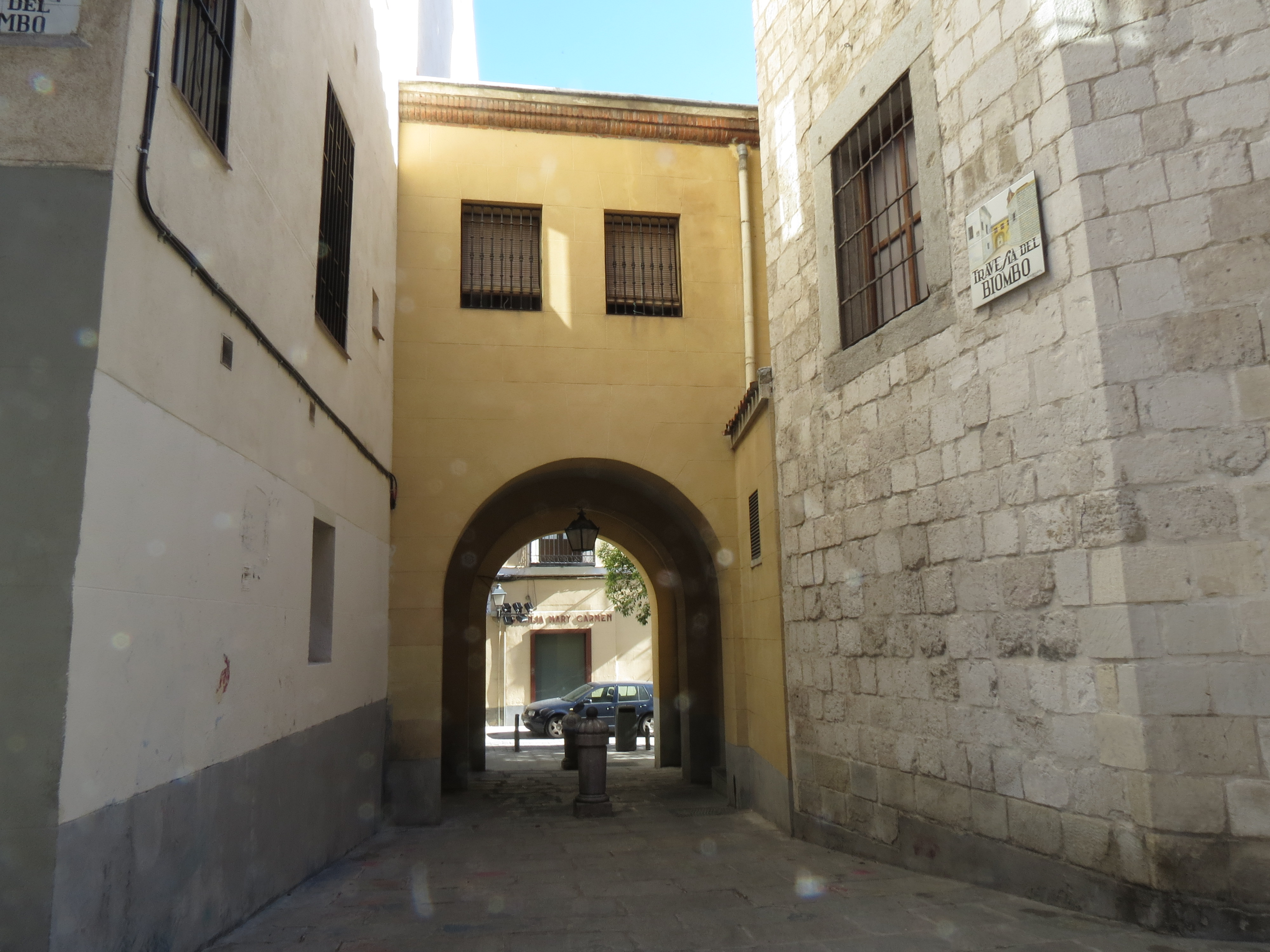
Pasaje medieval de la Travesía del Biombo, al costado del templo San Nicolás de Bari.

El decano de los cronistas de Madrid, Ramón de Mesonero Romanos, retrata así esta calle en su manual de 1861 El antiguo Madrid. Paseos histórico-anecdóticos por las calles y casas de esta villa:

El Biombo: Entre dichas calles de San Nicolás y la de Luzón, y á las accesorias del demolido convento de Constantinopla, se formaban unos recodos y callejuelas estrambóticas, propiamente apellidadas el Biombo, que se han regularizado en parte con el derribo de dicho convento, en cuyo solar, además de las casas construidas recientemente, se han abierto las calles tituladas, también a propuesta nuestra, de Calderón de la Barca y de Juan de Herrera.

No aparece en el relato de Mesonero la fuente instalada en los muros posteriores de San Nicolás, con cinco caños manando sobre un pilón de pulido granito.

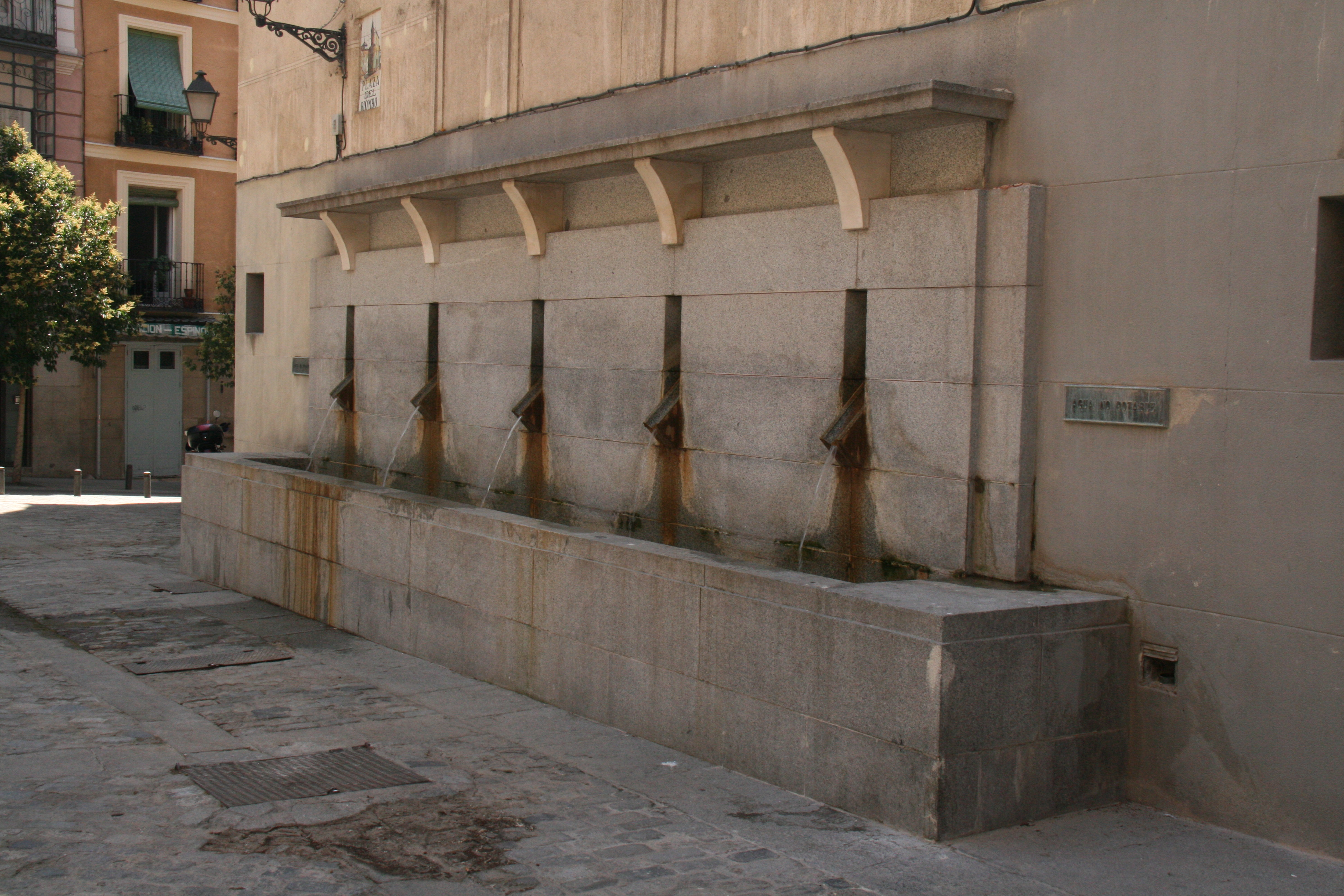
Fuente de cinco caños en la plaza del Biombo.